# Hengelo
Hengelo är en stad och kommun i regionen Twente, i provinsen Overijssel i Nederländerna. Kommunens totala area är 61,83 km² (där 0,99 km² är vatten) och invånarantalet är 82 311 invånare (2023).